# Leon Kern (Fußballspieler)
Leon Kern (* 22. April 1997) ist ein deutscher Fußballspieler. Der Stürmer steht beim TSV Schott Mainz unter Vertrag.

## Karriere
Nach seinen Anfängen in der Jugend der TuS Koblenz wechselte Kern im Sommer 2012 in die Jugendabteilung des 1. FSV Mainz 05. Zu Beginn der Saison 2016/17 wurde er in den Kader der 2. Mannschaft aufgenommen, die in der 3. Liga spielte. Dort kam er auch zu vier Einsätzen. Nach dem Abstieg der Mainzer wechselte er im Sommer 2017 zum Regionalligisten TSV Schott Mainz. 
Kern lief für mehrere Jugendnationalmannschaften des DFB auf. Neben seiner Fußballerlaufbahn studiert er in Mainz.